# Недељко Попадић
Недељко Попадић (Сплит, 5. новембар 1961) је српски песник. Његови родитељи, просветни радници, често су мењали место боравка, тако да је школовање започео у Глобару, Крушевцу и наставио у Београду. Рано је остао без родитеља. Његов отац Александар Попадић писао је песме за одрасле и био редован сарадник „Књижевности“, „Дела“, „Књижевних новина“ и других часописа.
Недељко сам истиче да је понекад бежао са часова математике, физике, хемије и да су га од малих ногу занимале само песме. Још као средњошколац је објављивао у „Младости“ и „Змају“. Рано је почео да путује, наступајући (највише са глумцем Томом Курузовићем) у многим европским земљама.
Покренуо је едицију „Дечја литература“ у издавачкој кући „Дата статус“ из Београда. Био је оснивач и уредник часописа за децу „Златно перо“ у Бањалуци. Готово све своје песме објавио је у Политикином додатку „Политика за децу“. Значајније књиге су: „Ко ће кловна да насмеје“ (Дечја литература), „Тата немој да будеш ловац“ (Запис), „С нама више нема шале“ (Запис), „Дечак и планина“ (Нолит), „Срце служи да се дружи“ (Дечје новине), „Три јаблана“ (БМГ), „Победа“, „Чему срце служи“ (Сигра стар), „За сва времена“ (Графо Сан), „Сав сам од стакла, сав сам од пене“ (у Босни и Херцеговини), „Ја сам твој друг“ (АШ Дело, Земун), „Крила витезова“, заједничка књига са Љубивојем Ршумовићем, Душком Трифуновићем, Пером Зупцем и Мошом Одаловићем (Графо Сан), „Песме I“ (АШ Дело, Земун), „Сан, изабране песме Недељка Попадића“ (АШ Дело, Земун)... Заступљен је у антологији „Златна петорка српске књижевности за децу и младе (Змај, Антић, Радовић, Ерић, Попадић)“...
Сматра се нашим најпопуларнијим и најтиражнијим песником у последњој деценији. Приредио је и антологије: „111 Љубавних песама“ (Дата статус), „Избор из савремене књижевности за децу“ (АШ Дело, Земун) и „Сви у напад“ - прва антологија песама и прича посвећених спорту (АШ Дело, Земун).
Заступљен је у читанкама и уџбеницима (Завод за уџбенике и наставна средства у Црној Гори, Завод за уџбенике и наставна средства, Београд, Клет, Едука...). Готово све његове песме из књиге „Ја сам твој друг“ ушле су у многе значајне антологије. Покретач је и оснивач Београдског фестивала писаца за децу Витезово пролеће. Оснивач је и главни и одговорни уредник књижевног часописа за децу Витез који је основао 2001. године. Добитник је значајних награда и признања од којих су му најдраже: Витез од чарапаније на међународном фестивалу Златна кацига у Крушевцу, Златно звонце популарности на фестивалу у Новом Саду, награда на међународном фестивалу у Бару, Под старом маслином - за животно дело, награда на Фестивалу „Булка“ у Црвенки, Песников прстен - за животно дело, Вукову повељу...
Много песама му је компоновано и награђивано на дечјим музичким фестивалима.
Уредник је и водитељ више од 200 ТВ емисија за децу „Недељко Попадић и другари“ на Каналу Д. Често ради на дизајну и ликовном уређењу књига многих својих колега, писаца за децу.
Живи и ради у Београду.